# Korwety typu Amiral Petre Bărbuneanu
Korwety typu Amiral Petre Bărbuneanu (w kodzie NATO Tetal) – seria czterech korwet marynarki wojennej Rumunii, zbudowanych w Rumunii w latach 80. XX wieku. Klasyfikowane także jako lekkie fregaty.

## Historia
Faktycznie rządzący Rumuńską Republiką Ludową komunistyczny dyktator Nicolae Ceaușescu dążył do możliwie dużej samodzielności kraju w ramach bloku wschodniego i rozwijania jego przemysłu, co przejawiało się w uruchomieniu w latach 70. programu budowy okrętów własnych projektów zamiast kupowania ich od ZSRR. Okręty wyposażane były jednak nadal w radzieckie, na ogół mało nowoczesne systemy uzbrojenia i elektroniki, w braku możliwości opracowania ich samemu ani uzyskania z innych państw, w szczególności z Chin, z którymi Rumunia wówczas nawiązała współpracę. W 1979 roku rozpoczęto w państwowej stoczni w Mangalii budowę serii lekkich fregat do zwalczania okrętów podwodnych, zaprojektowanych w Rumunii. Od pierwszego okrętu określa się je jako typ Amiral Petre Bărbuneanu, a w kodzie NATO otrzymały nazwę Tetal. Współcześnie klasyfikowane są jako korwety.
Pierwszy okręt „Amiral Petre Bărbuneanu” wodowano 23 maja 1981 roku, a wcielono do służby 4 lutego 1983 roku. Kolejne trzy wodowano w 1982, 1983 i 1985 roku. Planowano budowę ośmiu okrętów, lecz ograniczono serię do czterech, oddanych do służby do 1987 roku, na korzyść opracowania ulepszonego typu Contraamiral Eustațiu Sebastian, mogącego przenosić śmigłowiec (kod NATO: Modified Tetal).

## Okręty
| Nazwa okrętu (nr burtowy)       | Położenie stępki | Wodowani        | Wejście do służby | Uwagi            |
| ------------------------------- | ---------------- | --------------- | ----------------- | ---------------- |
| Amiral Petre Bărbuneanu (260)   | bd.              | 23 maja 1981    | 4 lutego 1983     | w 2022 w służbie |
| Viceamiral Vasile Scodrea (261) | bd.              | 5 czerwca 1982  | 3 stycznia 1984   | wycofany         |
| Vicamiral Vasile Urseanu (262)  | bd.              | 9 września 1983 | 3 stycznia 1985   | wycofany         |
| Viceamiral Eugen Roșca (263)    | bd.              | 11 lipca 1985   | 23 kwietnia 1987  | w 2022 w służbie |

## Opis

### Opis ogólny i architektura

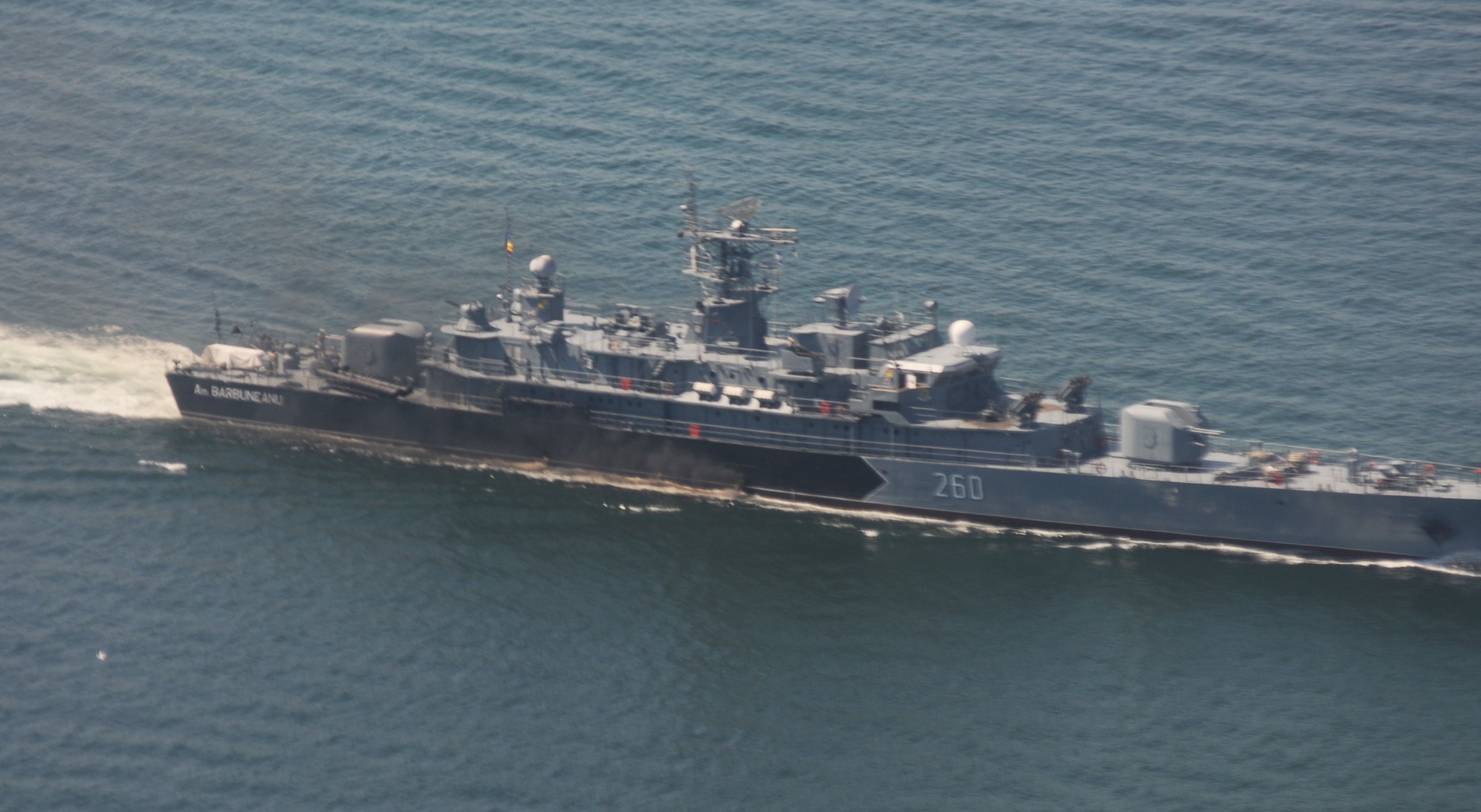
„Amiral Petre Bărbuneanu” w 2016

Okręty mają kadłub gładkopokładowy, z niewielkim wzniosem pokładu w kierunku dziobu. Dziobnica jest prosta o umiarkowanym wychyleniu. Na pokładzie dziobowym umieszczona jest wieża armat AK-726, przesunięta stosunkowo daleko do tyłu. Za nią, całe śródokręcie zajmuje długa nadbudówka, zajmująca około połowy długości kadłuba. Z przodu na pokładzie nadbudówki umieszczone są wyrzutnie rakietowych bomb głębinowych, a dalej rozciąga się druga węższa kondygnacja nadbudówki, z podwyższonym pomostem dowodzenia, znajdującym się blisko środka długości okrętu. Na dachu nadbudówki umieszczone są podstawy radarów i pojedynczy maszt kratownicowy, zabudowany w dolnej części. Brak jest komina – spaliny odprowadzane są do wody, z wylotami na burtach. Na pokładzie rufowym, blisko pawężowej rufy, znajduje się druga wieża armat AK-726. Kadłub wykonany jest ze stali, a nadbudówki ze stopów lekkich.
Wyporność standardowa wynosi 1070 t, a pełna 1385 t (spotykane też są inne dane). Długość całkowita wynosi 92,34 m, szerokość 11,41 m, a zanurzenie 3,16 m.
Załoga okrętów liczy 98 osób

### Uzbrojenie
Uzbrojenie artyleryjskie składa się z czterech automatycznych armat uniwersalnych kalibru 76,2 mm AK-726 podwójnie sprzężonych w dwóch wieżach na dziobie i rufie. Szybkostrzelność wynosi do 90 strz./min na lufę, a donośność do 15 km. Ich ogniem kieruje radar Fut-B, umieszczony na dachu przedniej części nadbudówki. Uzbrojenie uzupełniają cztery działka plot. 30 mm AK-230 w dwóch dwulufowych wieżach na nadbudówce na rufie, z radarem kierowania ogniem Ryś. Ponadto  okręty posiadają dwa wielkokalibrowe karabiny maszynowe kalibru 14,5 mm.
Broń podwodną stanowią dwie dwururowe obrotowe wyrzutnie torpedowe DTA-53-1124 kalibru 533 mm, umieszczone na burtach na pokładzie w części rufowej. Służą one do odpalania torped przeciw okrętom nawodnym 53-65K, których okręt przenosi cztery. Brak jest informacji w publikacjach, żeby były z nich wystrzeliwane torpedy przeciw okrętom podwodnym.
Do zwalczania okrętów podwodnych służą dwie obrotowe szesnastoprowadnicowe wyrzutnie rakietowych bomb głębinowych RBU-2500, o donośności do 2500 m. Umieszczono je na nadbudówce dziobowej przed sterówką. Fregaty przenoszą zapas 64 rakietowych bomb głębinowych RGB-25.

### Sensory i wyposażenie
Wyposażenie radioelektroniczne składało się z systemów produkcji radzieckiej, dość starych już w chwili wejścia do służby. Stanowi je przede wszystkim radar dozoru ogólnego MR-302. Jego maksymalny zasięg określany jest na 98 km w stosunku do celów powietrznych i 30 km w stosunku do okrętów. Okręty wyposażone były też w radary artyleryjskie Fut-B i Ryś. Do celów nawigacyjnych służył radar Najada.
Do wykrywania okrętów podwodnych służyła stacja hydrolokacyjna MG-322 Gierkules. Wyposażenie walki radioelektronicznej stanowiły dwie szesnastoprowadnicowe wyrzutnie celów pozornych PK-16. Wyposażenie stanowił ponadto system rozpoznania radiotechnicznego w kodzie NATO Watch Dog oraz system identyfikacji swój-obcy.

### Napęd
Napęd stanowią cztery silniki wysokoprężne 61D produkcji radzieckiej. Rozwijają one moc po 3285 KM (łącznie 13 140 KM). Silniki napędzają cztery śruby – przy tym silniki umieszczone w przedniej maszynowni napędzają zewnętrzne śruby, a w tylnej – wewnętrzne. Takie rozwiązanie napędu, z silnikami napędzającymi osobne śruby, nie było optymalne, lecz zostało wymuszone zapewne z uwagi na dostępność silników przy braku odpowiednich przekładni.
Napęd zapewnia osiąganie prędkości maksymalnej 23,4 węzłów. Zasięg pływania z prędkością 11 węzłów wynosi 1100 mil morskich.